# Věž vlaštovky (kniha)
Knihu Věž vlaštovky (v polském originále Wieża jaskólki) napsal polský spisovatel Andrzej Sapkowski.Tato kniha je čtvrtou částí fantasy ságy o Zaklínači. V originále vyšla roku 1997, český překlad o rok později u nakladatelství Leonardo. Roku 2017 vyšlo u stejného nakladatelství prozatím nejnovější vydání.

## Děj
Vysogota z Corvia, starý poustevník, bývalý profesor a zneuznaný filozof, žije ve vyhnanství uprostřed močálů. Jednoho dne najde poblíž svého příbytku zraněnou Ciri. Vysogota ji ošetří, ale neví, jestli přežije infekci. Ciri se nakonec začne pomalu uzdravovat a zároveň starci vypráví, co se jí stalo. Ciri a bandu Potkanů pronásleduje lovec lidí Bonhart. Střetne se s nimi a nakonec vyhraje a všechny kromě Ciri zabije. Ciri sváže a odveze do jednoho města, aby v aréně zabíjela pro pobavení. Po Ciri pátrá několik různých skupin z různých důvodu, a dostávají se s Bonhartem do sporu. Vnímačka Joanna Selborne se pokusí přečíst Ciriiny myšlenky. Díky tomu se Ciri vrátí Moc (té se vzdala v knize Čas opovržení) a podaří se jí utéci, ale přitom utrží fatální ránu od vrhací hvězdice. Po čase stráveném sbíráním sil a konverzováním s Vysogotou se Ciri pokouší najít Věž vlaštovky, díky které by mohla uniknout pronásledovatelům. Bonhart a jeho parta se ji snaží dostihnout, avšak Ciri většinu z nich zabije a část navíc dezertuje. Bonhartovi se ji podaří pronásledovat až k Věži vlaštovky, do níž však Ciri vstoupí a posléze se ocitne v nějakém jiném světě, kde potká elfa. Vysogota umírá ve své chatrči na srdeční příhodu.
Současně Geralt a jeho skupina (Marigold, Milwa, Cahir a Regis) cestuje s královským vojskem, ale poté, co se vojsko odchýlí od jejich směru, zběhnou. Podaří se jim dostat se přes řeku Jarugu, kde se ovšem dozví, že druidové své místo důsledkem války opustili. Geraltova družina se nechá najmout pro ochranu zdejších obyvatel, kteří putují do horského města. Tam si ho nechá zavolat prefekt, jenž se dozvěděl, že Geralta a jeho přátele si klade za cíl zlikvidovat jistá banda. Geralt nakonec souhlasí s tím, že bandu zničí, ale jen pokud propustí na svobodu toho, od koho se to dozvěděl. Tou osobou je dívka Angoulême a ta se přidá k jejich skupině. Skupina se rozdělí: Geralt, Cahir a Angoulême jedou zlikvidovat bandu a zbytek jede za druidy, kteří se, jak vyvstalo na povrch, přesunuli do sousedního autonomního knížectví. Lapky se jim podaří zahubit, i když Cahir byl zraněn. Proto Geralt posílá Angoulême za zbytkem skupiny a oba se skrývají. Potkají Regise, který jim říká, že zbytek je u druidů v bezpečí. Taky mu poví, že na Geralta kdosi čeká v podzemí. Ukáže se, že je to elf Avallac'h – jeden z mála Vševidoucích. Ten mu ukáže skrýš elfské minulosti a taktéž prozradí, že jeho výprava za Ciri je zbytečná, nicméně Geralt na jeho slova samozřejmě nebere ohled. Naopak pomocí elfových schopností rozpozná, že jeho přátelé byli u druidů napadeni bandity a zažádá o pomoc. Avallac'hovým přičiněním Geralt k druidům dorazí včas. Jeho, své přátele i nepřátele záhy lapí chodící strom, který je řízen spřátelenou druidkou. Loupeživí vetřelci jsou upáleni, a Geralt ztrácí svůj zaklínačský medailon.
Yennefer se podaří navázat komunikaci s různými čaroději a od nich se jí podaří získat informace. Vypluje na oceán do míst, kde záhadně zahynuli Pavetta a Duny, rodiče Ciri, a podobně jako je i ji zde zastihne magická bouře.